# Caulolatilus hubbsi
Caulolatilus hubbsi är en fiskart som beskrevs av Dooley, 1978. Caulolatilus hubbsi ingår i släktet Caulolatilus och familjen Malacanthidae. IUCN kategoriserar arten globalt som livskraftig. Inga underarter finns listade i Catalogue of Life.